# Ferrocarrils de la Generalitat de Catalunya
Ferrocarrils de la Generalitat de Catalunya, kurz Ferrocarrils de la Generalitat oder FGC (spanisch Ferrocarriles de la Generalidad de Cataluña, auf Deutsch etwa Eisenbahnen der Regionalregierung Kataloniens) ist eine katalanische Eisenbahngesellschaft, die in Barcelona und Katalonien ein Netz von elektrifizierten Vorortstrecken betreibt. Das Netz besteht aus 140 km Meter-, 42 km Regel- und 89 km Breitspurstrecken sowie zwei meterspurigen Zahnradbahnen.

## Vorortstrecken in Barcelona
Alle Personenstrecken innerhalb des Vorortverkehrs von Barcelona, die von der FGC bedient werden, sind mit Oberleitungen elektrifiziert. Die Regel- und Meterspurstrecken sind bisher nur durch TMB-Strecken verkehrlich miteinander verbunden. In absehbarer Zukunft sollen beide Netze durch die Verlängerung der U-Bahn-Linie 8 von Plaça Espanya bis Gràcia direkt verbunden werden.

### Metro del Vallès
| Baureihe 112 im Bahnhof Baixador de Vallvidrera |                      |                                            |                                            |
| Spurweite: | 1435 mm (Normalspur) |                                            |                                            |
| Stromsystem: | 1500 =               |                                            |                                            |
| |                      |                                            |                                            |
| \| \| \| Sabadell Parc del Nord \| 09 \| \| \| \| Sabadell Nord \| 09 \| \| \| \| La Creu Alta \| 09 \| \| \| \| Sabadell Plaça Major \| 09 \| \| \| \| Sabadell-Rambla (bis 2016) \| \| \| \| \| Can Feu \\| Gràcia \| 09 \| \| \| \| \| \| \| \| \| Sant Quirze \| 09 \| \| \| \| Universitat Autònoma \| 09 09 \| \| \| \| Bellaterra \| 09 09 \| \| \| \| Sant Joan \| 09 09 \| \| \| \| Volpelleres \| 09 09 \| \| \| \| Bahnstrecke Castellbisbal/El Papiol–Mollet \| \| \| \| \| Terrassa Nacions Unides \| 09 \| \| \| \| Terrassa Estació del Nord \| 09 \| \| \| \| Vallparadís Universitat \| 09 \| \| \| \| Terrassa Rambla \| 09 \| \| \| \| \| \| \| \| \| Les Fonts \| 09 \| \| \| \| Rubí \| 09 09 \| \| \| \| vom/zum Betriebswerk Rubi \| \| \| \| \| Bahnstrecke Castellbisbal/El Papiol–Mollet \| \| \| \| \| Hospital General \| 09 09 \| \| \| \| Mira-sol \| 09 09 \| \| \| \| \| \| \| \| \| Sant Cugat \| 09 09 09 09 09 \| \| \| \| Valldoreix \| 09 09 09 09 09 \| \| \| \| La Floresta \| 09 09 09 09 09 \| \| \| \| Les Planes \| 09 09 \| \| \| \| Baixador de Vallvidrera \| 09 09 \| \| \| \| \| \| \| \| \| Peu del Funicular \| 09 09 \| \| \| \| \| \| \| \| \| Reina Elisenda \| 12 \| \| \| \| Sarrià \| 09 09 09 09 06 12 \| \| \| \| Les Tres Torres \| 09 09 09 06 \| \| \| \| La Bonanova \| 09 09 09 06 \| \| \| \| Muntaner \| 09 09 09 06 \| \| \| \| Sant Gervasi \| 09 09 09 09 09 06 \| \| \| \| Avinguda Tibidabo \| 07 \| \| \| \| El Putxet \| 07 \| \| \| \| Pàdua \| 07 \| \| \| \| Plaça Molina \| 07 \| \| \| \| \| \| \| \| \| Gràcia \| 09 09 09 09 09 06 07 \| \| \| \| Provença \| 09 09 09 09 09 06 07 \| \| \| \| Aragó-Tunnel \| \| \| \| \| Meridiana-Tunnel \| \| \| \| \| Plaça Catalunya \| 09 09 09 09 09 06 07 \| |                      |                                            |                                            |
| Kopfbahnhof Streckenanfang (im Tunnel) |                      | Sabadell Parc del Nord                     | 09                                         |
| Haltepunkt / Haltestelle (im Tunnel) |                      | Sabadell Nord                              | 09                                         |
| Haltepunkt / Haltestelle (im Tunnel) |                      | La Creu Alta                               | 09                                         |
| Bahnhof (im Tunnel) |                      | Sabadell Plaça Major                       | 09                                         |
| Abzweig geradeaus und ehemals von links (im Tunnel) · Kopfbahnhof Streckenende und quer (Strecke außer Betrieb) (im Tunnel) |                      | Sabadell-Rambla (bis 2016)                 | Sabadell-Rambla (bis 2016)                 |
| Haltepunkt / Haltestelle (im Tunnel) |                      | Can Feu \| Gràcia                          | 09                                         |
| Tunnelende |                      |                                            |                                            |
| Haltepunkt / Haltestelle |                      | Sant Quirze                                | 09                                         |
| Bahnhof |                      | Universitat Autònoma                       | 09 09                                      |
| Haltepunkt / Haltestelle |                      | Bellaterra                                 | 09 09                                      |
| Haltepunkt / Haltestelle |                      | Sant Joan                                  | 09 09                                      |
| Haltepunkt / Haltestelle |                      | Volpelleres                                | 09 09                                      |
| Kreuzung geradeaus oben |                      | Bahnstrecke Castellbisbal/El Papiol–Mollet | Bahnstrecke Castellbisbal/El Papiol–Mollet |
| Kopfbahnhof Streckenanfang (im Tunnel) · Strecke |                      | Terrassa Nacions Unides                    | 09                                         |
| Haltepunkt / Haltestelle (im Tunnel) · Strecke |                      | Terrassa Estació del Nord                  | 09                                         |
| Haltepunkt / Haltestelle (im Tunnel) · Strecke |                      | Vallparadís Universitat                    | 09                                         |
| Haltepunkt / Haltestelle (im Tunnel) · Strecke |                      | Terrassa Rambla                            | 09                                         |
| Tunnelende · Strecke |                      |                                            |                                            |
| Haltepunkt / Haltestelle · Strecke |                      | Les Fonts                                  | 09                                         |
| Bahnhof · Strecke |                      | Rubí                                       | 09 09                                      |
| Abzweig geradeaus, nach rechts und von rechts · Strecke |                      | vom/zum Betriebswerk Rubi                  | vom/zum Betriebswerk Rubi                  |
| Kreuzung mit Tunnelstrecke · Strecke |                      | Bahnstrecke Castellbisbal/El Papiol–Mollet | Bahnstrecke Castellbisbal/El Papiol–Mollet |
| Haltepunkt / Haltestelle · Strecke |                      | Hospital General                           | 09 09                                      |
| Haltepunkt / Haltestelle · Strecke |                      | Mira-sol                                   | 09 09                                      |
| |                      |                                            |                                            |
| Haltepunkt / Haltestelle |                      | Sant Cugat                                 | 09 09 09 09 09                             |
| Haltepunkt / Haltestelle |                      | Valldoreix                                 | 09 09 09 09 09                             |
| Haltepunkt / Haltestelle |                      | La Floresta                                | 09 09 09 09 09                             |
| Haltepunkt / Haltestelle |                      | Les Planes                                 | 09 09                                      |
| Haltepunkt / Haltestelle |                      | Baixador de Vallvidrera                    | 09 09                                      |
| Tunnel |                      |                                            |                                            |
| Haltepunkt / Haltestelle |                      | Peu del Funicular                          | 09 09                                      |
| Tunnelanfang |                      |                                            |                                            |
| Kopfbahnhof Streckenanfang und quer (im Tunnel) · Abzweig geradeaus und von rechts (im Tunnel) |                      | Reina Elisenda                             | 12                                         |
| Bahnhof (im Tunnel) |                      | Sarrià                                     | 09 09 09 09 06 12                          |
| Haltepunkt / Haltestelle (im Tunnel) |                      | Les Tres Torres                            | 09 09 09 06                                |
| Haltepunkt / Haltestelle (im Tunnel) |                      | La Bonanova                                | 09 09 09 06                                |
| Haltepunkt / Haltestelle (im Tunnel) |                      | Muntaner                                   | 09 09 09 06                                |
| Haltepunkt / Haltestelle (im Tunnel) |                      | Sant Gervasi                               | 09 09 09 09 09 06                          |
| Strecke (im Tunnel) · Kopfbahnhof Streckenanfang (im Tunnel) |                      | Avinguda Tibidabo                          | 07                                         |
| Strecke (im Tunnel) · Haltepunkt / Haltestelle (im Tunnel) |                      | El Putxet                                  | 07                                         |
| Strecke (im Tunnel) · Haltepunkt / Haltestelle (im Tunnel) |                      | Pàdua                                      | 07                                         |
| Strecke (im Tunnel) · Haltepunkt / Haltestelle (im Tunnel) |                      | Plaça Molina                               | 07                                         |
| |                      |                                            |                                            |
| Haltepunkt / Haltestelle (im Tunnel) |                      | Gràcia                                     | 09 09 09 09 09 06 07                       |
| Haltepunkt / Haltestelle (im Tunnel) |                      | Provença                                   | 09 09 09 09 09 06 07                       |
| Kreuzung mit Tunnelstrecke (im Tunnel) |                      | Aragó-Tunnel                               | Aragó-Tunnel                               |
| Kreuzung mit Tunnelstrecke (im Tunnel) |                      | Meridiana-Tunnel                           | Meridiana-Tunnel                           |
| Kopfbahnhof Streckenende (im Tunnel) |                      | Plaça Catalunya                            | 09 09 09 09 09 06 07                       |

Die Metro del Vallès sind die Regelspurstrecken (1435 mm), die an der zentral gelegenen Plaça de Catalunya in Barcelona beginnen. Sie führen über Sarrià zum Passeig Reina Elisenda (L6/L12), zur Avinguda Tibidabo (L7), nach Terrassa (S1) und Sabadell (S2). Die ehemaligen Linien nach Sant Cugat del Vallès (S5), zur Universitat Autónoma (S6) und nach Rubí (S7) wurden im Dezember 2022 in die Linien S1 und S2 integriert und bis zu den Endhaltestellen durchgebunden. Auf dem Stadtgebiet von Barcelona verläuft die Stammstrecke zum größten Teil unterirdisch. Insgesamt hat die Bahn den Charakter einer U-Bahn, die bis in die Vororte verkehrt. An der Station Peu del Funicular beginnt die Standseilbahn Funicular de Vallvidrera nach Vallvidrera, die ebenfalls von der FGC betrieben wird.
Der Bahnhof Terrassa Nacions Unides, an welchem die Linie S1 endet, wurde am 29. Juli 2015 eröffnet.
Bis September 2016 endete die Linie S2 im inzwischen stillgelegten Bahnhof Sabadell-Rambla. Stattdessen zweigt die neue Strecke seitdem über die Bahnhöfe Sabadell Plaça Major (zur gleichen Zeit wurde Sabadell-Estació vergraben und in Can Feu | Gràcia umbenannt) und seit dem 20. Juli 2017 über La Creu Alta und Sabadell Nord nach Sabadell-Parc del Nord ab.

#### Fahrzeuge
Auf der Metro de Vallès werden aktuell drei Generationen von Elektrotriebzügen eingesetzt. Es sind Züge mit drei oder vier rund 20 Meter langen Einzelwagen. Jeder Wagen besitzt dabei drei Türen pro Seite. Die erste Generation besteht aus 22 Vierwagenzügen der Baureihe 112, die 1996 und 2003 von CAF, Alstom und ABB geliefert wurden. Die darauffolgende Generation besteht aus zwei Varianten. Die 19 Züge der Baureihe 113 sind Vierwagenzüge, während die fünf Züge der Baureihe 114 nur drei Wagen aufweisen, um an den kürzeren Bahnsteigen der Metrolinie L7 halten zu können. Die neueste Fahrzeuge der Baureihe 115 von Stadler haben wieder vier Wagen. Alle 15 Züge wurden für Kapazitätserweiterungen geliefert.

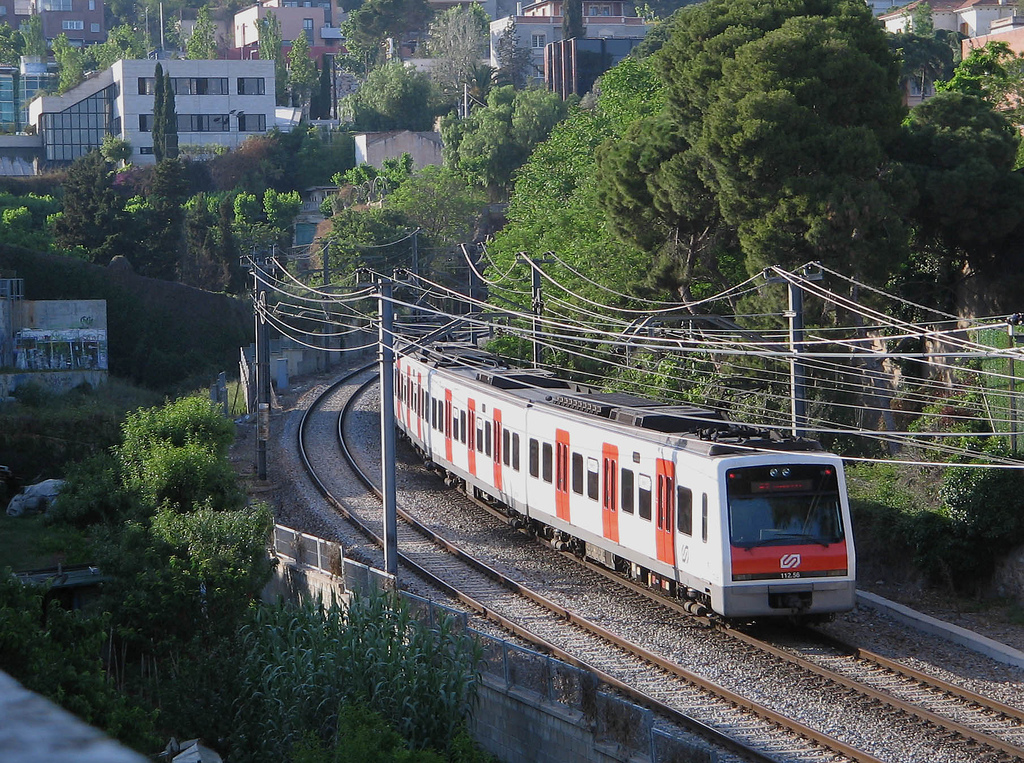
Baureihe 112
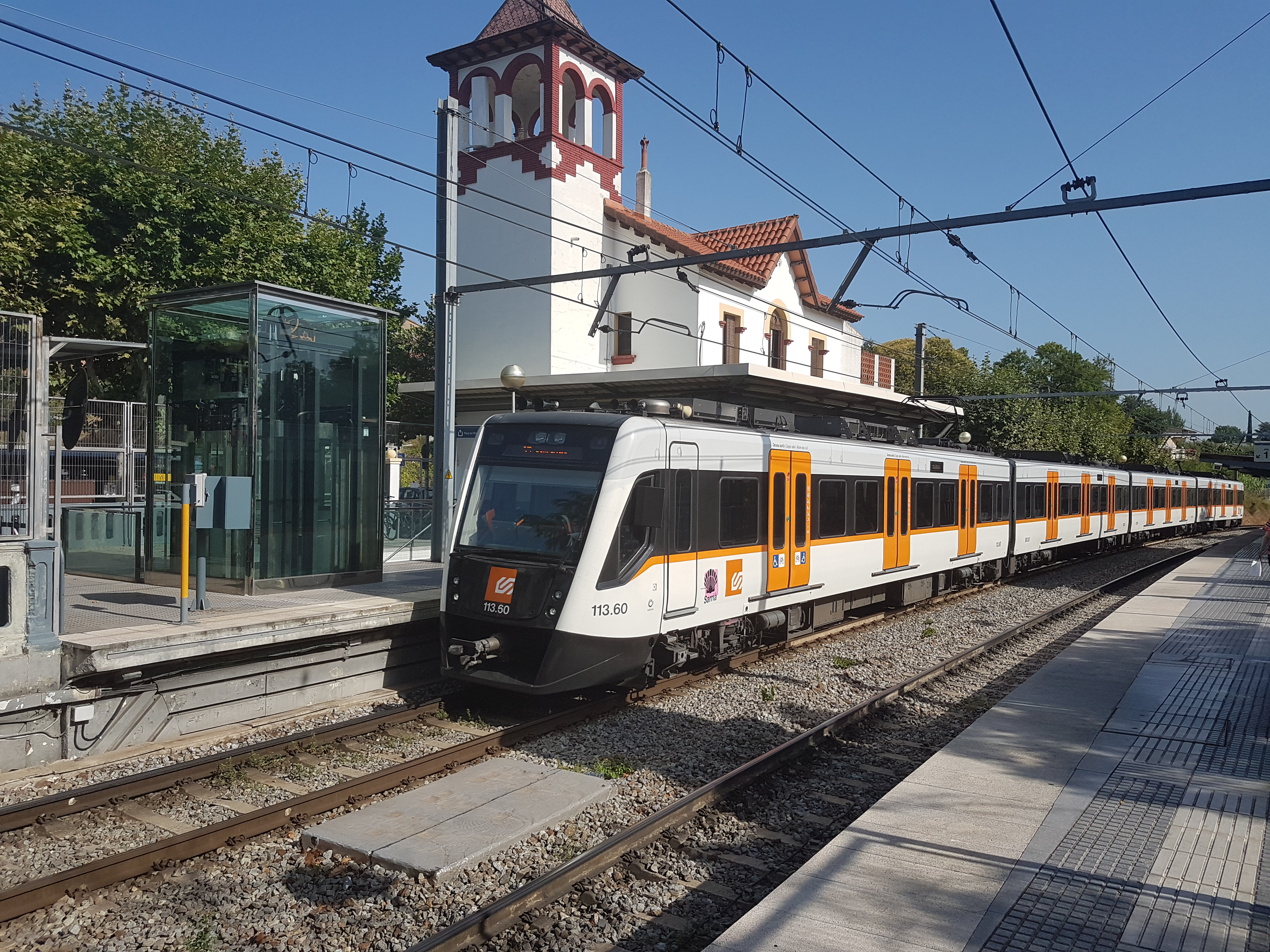
Baureihe 113
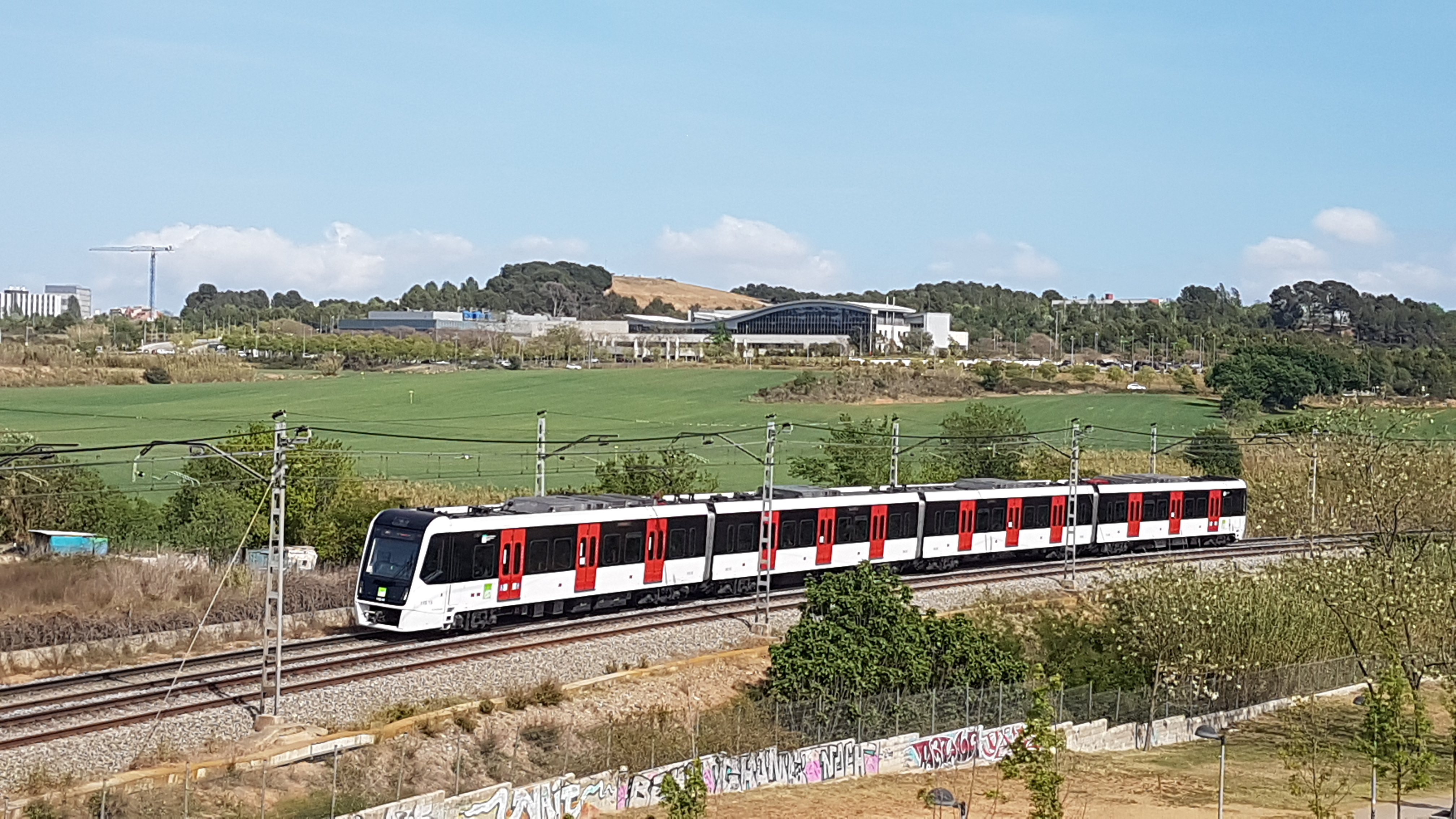
Baureihe 115

### Metro del Baix Llobregat
| FGC-Baureihe 213 bei Aeri de Montserrat |                     |                                     |                                     |
| Spurweite: | 1000 mm (Meterspur) |                                     |                                     |
| Stromsystem: | 1500 =              |                                     |                                     |
| |                     |                                     |                                     |
| \| \| \| Manresa-Baixador \| 09 09 \| \| \| \| Manresa-Alta \| 09 09 \| \| \| \| Güterstrecke von/nach Súria/Sallent \| \| \| \| \| \| \| \| \| \| Manresa-Viladordis \| 09 09 \| \| \| \| \| \| \| \| \| Sant Vicenç - Castellgalí \| 09 09 \| \| \| \| Castellbell i el Vilar \| 09 \| \| \| \| Monistrol de Montserrat \| 09 09 \| \| \| \| Aeri de Montserrat \| 09 \| \| \| \| Olesa de Montserrat \| 09 09 09 \| \| \| \| Abrera \| 09 09 09 \| \| \| \| Igualada \| 09 09 \| \| \| \| Vilanova del Camí \| 09 09 \| \| \| \| La Pobla de Claramunt \| 09 09 \| \| \| \| Capellades \| 09 09 \| \| \| \| Vallbona d'Anoia \| 09 09 \| \| \| \| Piera \| 09 09 \| \| \| \| Masquefa \| 09 09 \| \| \| \| Can Parellada \| 09 \| \| \| \| La Beguda \| 09 \| \| \| \| Sant Esteve Sesrovires \| 09 09 \| \| \| \| \| \| \| \| \| vom Betriebswerk \| \| \| \| \| Martorell-Enllaç \| 09 09 09 09 09 \| \| \| \| Martorell-Central \| 09 09 09 09 09 09 \| \| \| \| Martorell Vila-Castellbisbal \| 09 09 \| \| \| \| El Palau \| 09 09 09 09 \| \| \| \| \| \| \| \| \| Sant Andreu de la Barca \| 09 09 09 09 09 09 \| \| \| \| Pallejà \| 09 09 09 09 09 \| \| \| \| \| \| \| \| \| Quatre Camins \| 09 09 09 09 09 \| \| \| \| Can Ros \| 09 09 09 09 09 09 \| \| \| \| Sant Vicenç dels Horts \| \| \| \| \| Santa Coloma de Cervelló \| 09 09 09 09 09 09 \| \| \| \| Colònia Güell \| 09 09 09 09 \| \| \| \| Molí Nou \\| Ciutat Cooperativa \| 09 09 09 09 09 09 09 09 08 \| \| \| \| Sant Boi \| 09 09 09 09 09 09 09 09 08 \| \| \| \| Güterstrecke zum Hafen Barcelona \| \| \| \| \| \| \| \| \| \| Cornellà-Riera \| 09 09 09 09 09 09 09 09 08 \| \| \| \| Almeda \| 09 09 09 09 09 09 09 09 08 \| \| \| \| L'Hospitalet-Av. Carrilet \| 09 09 09 09 09 09 09 09 08 \| \| \| \| Sant Josep \| 09 09 09 09 09 09 09 09 08 \| \| \| \| Gornal \| 09 09 09 09 09 09 09 09 08 \| \| \| \| Europa \\| Fira \| 09 09 09 09 09 09 09 09 08 \| \| \| \| Ildefons Cerdà \| 09 09 09 09 09 09 09 09 08 \| \| \| \| Magòria - la Campana \| 09 09 09 09 09 09 08 \| \| \| \| Barcelona-Plaça Espanya \| 09 09 09 09 09 09 09 09 08 \| |                     |                                     |                                     |
| Kopfbahnhof Streckenanfang |                     | Manresa-Baixador                    | 09 09                               |
| Haltepunkt / Haltestelle |                     | Manresa-Alta                        | 09 09                               |
| Abzweig geradeaus, nach links und von links |                     | Güterstrecke von/nach Súria/Sallent | Güterstrecke von/nach Súria/Sallent |
| Tunnelanfang |                     |                                     |                                     |
| Haltepunkt / Haltestelle (im Tunnel) |                     | Manresa-Viladordis                  | 09 09                               |
| Tunnelende |                     |                                     |                                     |
| Haltepunkt / Haltestelle |                     | Sant Vicenç - Castellgalí           | 09 09                               |
| Haltepunkt / Haltestelle |                     | Castellbell i el Vilar              | 09                                  |
| Haltepunkt / Haltestelle |                     | Monistrol de Montserrat             | 09 09                               |
| Haltepunkt / Haltestelle |                     | Aeri de Montserrat                  | 09                                  |
| Bahnhof |                     | Olesa de Montserrat                 | 09 09 09                            |
| Haltepunkt / Haltestelle |                     | Abrera                              | 09 09 09                            |
| Kopfbahnhof Streckenanfang · Strecke |                     | Igualada                            | 09 09                               |
| Haltepunkt / Haltestelle · Strecke |                     | Vilanova del Camí                   | 09 09                               |
| Haltepunkt / Haltestelle · Strecke |                     | La Pobla de Claramunt               | 09 09                               |
| Haltepunkt / Haltestelle · Strecke |                     | Capellades                          | 09 09                               |
| Haltepunkt / Haltestelle · Strecke |                     | Vallbona d'Anoia                    | 09 09                               |
| Haltepunkt / Haltestelle · Strecke |                     | Piera                               | 09 09                               |
| Haltepunkt / Haltestelle · Strecke |                     | Masquefa                            | 09 09                               |
| Haltepunkt / Haltestelle · Strecke |                     | Can Parellada                       | 09                                  |
| Haltepunkt / Haltestelle · Strecke |                     | La Beguda                           | 09                                  |
| Haltepunkt / Haltestelle · Strecke |                     | Sant Esteve Sesrovires              | 09 09                               |
| Verschwenkung nach links · Verschwenkung nach rechts |                     |                                     |                                     |
| Abzweig geradeaus und von links |                     | vom Betriebswerk                    | vom Betriebswerk                    |
| Haltepunkt / Haltestelle |                     | Martorell-Enllaç                    | 09 09 09 09 09                      |
| Bahnhof |                     | Martorell-Central                   | 09 09 09 09 09 09                   |
| Haltepunkt / Haltestelle |                     | Martorell Vila-Castellbisbal        | 09 09                               |
| Haltepunkt / Haltestelle |                     | El Palau                            | 09 09 09 09                         |
| Tunnelanfang |                     |                                     |                                     |
| Haltepunkt / Haltestelle (im Tunnel) |                     | Sant Andreu de la Barca             | 09 09 09 09 09 09                   |
| Haltepunkt / Haltestelle (im Tunnel) |                     | Pallejà                             | 09 09 09 09 09                      |
| Tunnelende |                     |                                     |                                     |
| Haltepunkt / Haltestelle |                     | Quatre Camins                       | 09 09 09 09 09                      |
| Bahnhof |                     | Can Ros                             | 09 09 09 09 09 09                   |
| Haltepunkt / Haltestelle |                     | Sant Vicenç dels Horts              | Sant Vicenç dels Horts              |
| Haltepunkt / Haltestelle |                     | Santa Coloma de Cervelló            | 09 09 09 09 09 09                   |
| Haltepunkt / Haltestelle |                     | Colònia Güell                       | 09 09 09 09                         |
| Bahnhof |                     | Molí Nou \| Ciutat Cooperativa      | 09 09 09 09 09 09 09 09 08          |
| Haltepunkt / Haltestelle |                     | Sant Boi                            | 09 09 09 09 09 09 09 09 08          |
| Abzweig geradeaus und nach rechts |                     | Güterstrecke zum Hafen Barcelona    | Güterstrecke zum Hafen Barcelona    |
| Tunnelanfang |                     |                                     |                                     |
| Haltepunkt / Haltestelle (im Tunnel) |                     | Cornellà-Riera                      | 09 09 09 09 09 09 09 09 08          |
| Haltepunkt / Haltestelle (im Tunnel) |                     | Almeda                              | 09 09 09 09 09 09 09 09 08          |
| Haltepunkt / Haltestelle (im Tunnel) |                     | L'Hospitalet-Av. Carrilet           | 09 09 09 09 09 09 09 09 08          |
| Haltepunkt / Haltestelle (im Tunnel) |                     | Sant Josep                          | 09 09 09 09 09 09 09 09 08          |
| Haltepunkt / Haltestelle (im Tunnel) |                     | Gornal                              | 09 09 09 09 09 09 09 09 08          |
| Haltepunkt / Haltestelle (im Tunnel) |                     | Europa \| Fira                      | 09 09 09 09 09 09 09 09 08          |
| Haltepunkt / Haltestelle (im Tunnel) |                     | Ildefons Cerdà                      | 09 09 09 09 09 09 09 09 08          |
| Haltepunkt / Haltestelle (im Tunnel) |                     | Magòria - la Campana                | 09 09 09 09 09 09 08                |
| Kopfbahnhof Streckenende (im Tunnel) |                     | Barcelona-Plaça Espanya             | 09 09 09 09 09 09 09 09 08          |

Die Metro del Baix Llobregat ist meterspurig und führt von der Plaça d’Espanya nach Moli Nou-Ciutat Cooperativa (L8), Can Ros (S3), Quatre Camins (S9), Martorell-Enllaç (S8), Olesa de Montserrat (S4), Manresa-Baixador (R5 und R50) und Igualada (R6 und R60). Bei Sant Boi zweigt eine ebenfalls meterspurige Güterverkehrsstrecke zum Hafen von Barcelona ab. Diese ist nicht elektrifiziert, führt jedoch zu einer Umspuranlage, woraufhin die Züge auf die regelspurige Strecke zum Hafen oder zur Schnellfahrstrecke Barcelona-Figueres geleitet werden.
Die FGC-Linien beginnen unter der Plaça d’Espanya in einem Tunnel, der auch von U-Bahn-Zügen der Linie L8 mitgenutzt wird. Die Strecke gelangt erst, nachdem die Nachbarstadt L’Hospitalet de Llobregat unterquert wurde, ans Tageslicht. Die S-Bahn hat in diesem Abschnitt eher die Funktion einer Express-U-Bahn, die manche Haltepunkte auslässt. Am Bahnhof Martorell-Central besteht die Möglichkeit zum Umstieg in die S-Bahn Barcelona. Nach dem Bahnhof Martorell-Enllaç (dt. wörtlich Martorell-Übergang) trennen sich die Strecken in Richtung Igualada und Manresa. In Manresa zweigt eine weitere, nicht elektrifizierte Güterzugstrecke in Richtung Sallent de Llobregat ab.
Die Linien R50 und R60 sind Verstärkerlinien, die einige Halte der Linien R5 und R6 auslassen.
Auf der gesamten Strecke werden für den Personenverkehr nur Einheiten der FGC-Baureihe 213 eingesetzt. Diese Verkehren sowohl auf der U-Bahnlinie L8, als auch auf den Vorort-U-Bahnlinien und den S-Bahn-ähnlichen Linien.
Die Nummernschema der Linien ist wie folgt:
- L-Linien (Línia) werden als Teil der U-Bahn Barcelona betrachtet
- S-Linien (Suburbà) sind Vorortlinien (Vorort-U-Bahnen), die ihren Endpunkt in den Zonen 2 und 3 des Verkehrsverbundes ATM haben
- R-Linien (Rodalies) sind Vorortlinien (vergleichbar mit S-Bahnen im deutschsprachigen Raum), die jenseits der Zone 3 enden. Die Linien R1 bis R4 und R7 werden durch die Renfe (Cercanías) betrieben, die Linien R5/R50 und R6/R60 durch die FGC.

### Güterverkehr
Für den Transport von Kalisalz und von Seat-Fahrzeugen setzt die FGC neun Lokomotiven (darunter fünf Stadler SALi) und 164 Wagen ein.

## Bergbahnen
Die FGC betreibt zwei meterspurige Zahnradbahnen:
- Die Cremallera de Montserrat vom Bahnhof Monistrol an der Linie R5 hinauf zum Kloster auf dem Berg Montserrat. Sie wurde 1892 eröffnet, 1957 geschlossen und 2003 wiedereröffnet.
- Die Cremallera de Núria von Ribes de Freser hinauf ins Vall de Núria in den Pyrenäen. Sie wurde 1931 in Betrieb genommen und hat keine Verbindung zu anderen Meterspurstrecken, jedoch zur Linie R3 der von der Renfe betriebenen S-Bahn.

## Breitspurstrecken
Am 1. Januar 2005 übernahm die FGC von der Renfe die nichtelektrifizierte Breitspurstrecke von Lleida nach La Pobla de Segur. Dabei handelte es sich um die Strecke mit dem schlechtesten Zustand in Katalonien. Zwar wurde der Abschnitt zwischen Lleida und Balaguer in den letzten Jahren mit altbrauchbarem Material unterhalten, doch nördlich von Balaguer war der Zustand der Strecke bedenklich. Die FGC erhöhte das Angebot von drei täglichen Zugpaaren auf zehn, von denen sechs von Lleida bis Balaguer und vier die komplette Strecke von Lleida bis La Pobla de Segur fahren. 2016 wurden die bisher eingesetzten Dieseltriebzüge durch neue Triebwagen ersetzt. Das Fahrgastaufkommen hat sich seit dem vervierfacht, und die Strecke beginnt, wieder rentabel zu werden. Ebenfalls seit 2016 verkehrt auf der Strecke, die im nördlichen Teil durch malerische Gegenden verläuft, von April bis Oktober an Wochenenden der Touristenzug „Tren dels Llacs“ mit rollendem Material aus den 1960er Jahren (zwei Dieselloks der Renfe-Reihe 308 und vier vierachsige Personenwagen). Für besondere Gelegenheiten steht auch eine Garratt-Dampflok zur Verfügung. Es gibt sogar Pläne, die Strecke zu den Pyrenäen zu verlängern und sie eventuell mit dem Eisenbahnnetz in Frankreich zu verbinden.

## Geschichte
Die Teilnetze im Vorortverkehr von Barcelona sind aus zwei voneinander unabhängigen Bahnunternehmen hervorgegangen.
Die Metro del Vallès und die Linia de Balmes sind die Hinterlassenschaft der 1977 in Konkurs gegangenen Ferrocarriles de Cataluña, S.A. (FFCC). Deren Bahnlinie entstand 1863 zunächst als oberirdische Bahn vom Zentrum Barcelonas aus, wo später die Plaça de Catalunya entstand, nach Sarrià, wo sich bis zuletzt das Depot und die Werkstätten befanden. Eine Verlegung unter die Erde, zunächst zwischen der Plaça de Catalunya und der Station Muntaner, erfolgte um 1929 herum, und in den 1950er Jahren wurde auch der restliche Abschnitt unter der Via Augusta bis Sarriá unterirdisch verlegt.
Die Station Sarriá selbst verschwand erst Mitte bis Ende der 1970er Jahre unter einer Verlängerung der Via Augusta. Eine abzweigende innerstädtische unterirdisch Strecke unter der c/Balmes (baulich: ab der Plaça Molina, für Fahrgäste: ab der Station Gràcia) zum Fuß der Aivinguda Tibidabo entstand 1954.
Eine bemerkenswerte Leistung war die Verlängerung durch einen langen Tunnel unter der Serra de Collserola hindurch, zu der auch der Tibidabo gehört, denn dies war für etwa ein dreiviertel Jahrhundert der einzige Tunnel von Barcelona ins Hinterland, weshalb diese Bahn auch für Pendler unverzichtbar war, die ein Auto besaßen – die Fahrt über die Berge dauerte erheblich länger. Der Bahntunnel entstand durch den Ausbau einer früheren Wasserleitung, die den damaligen kleinen Stausee hinter Vallvidrera für die Trinkwasserversorgung Barcelonas nutzbar gemacht hatte. Der Ausbau der Bahnlinie durch den Tunnel Richtung Sant Cugat sowie die Elektrifizierung wird dem Amerikaner Frederick Stark Pearson zugeschrieben, dem zu Ehren eine Ortschaft, die inzwischen zu Sant Cugat del Vallès gehört, seinen Namen als Zusatz erhielt: La Floresta Pearson.
Im kleinen Ort Vallvidrera oben auf der Serra de Collserola über dem Tunnel, der mit dieser Bahnlinie durch eine Seilbahn bei Peu Funicular verbunden ist, hat während des Spanischen Bürgerkriegs eine Zeitlang Willy Brandt gewohnt und als Kriegsberichterstatter gearbeitet.
Ein Teil der Wagen der Ferrocarriles de Cataluña ähnelte noch bis Ende der 1960er Jahre US-amerikanischen Großraumwagen mit offenen Endbühnen, mit dem Unterschied, dass es sich um elektrische Triebwagen handelte. Sie hatten pneumatisch fernbediente Schiebetüren, aber deren Mechanik war schlecht geschmiert und der Luftdruck nur gering, so dass der Schaffner viele Male auf den Knopf „cerrar“ (‚schließen‘) hämmern musste, bis die Türen mühsam zugingen und er endlich mit dem Knopf „timbre“ (‚Klingel‘) den Fahrer zur Abfahrt auffordern konnte. Eine erste Klasse gab es nicht, sondern nur eine zweite Klasse mit gepolsterten Sitzen und eine dritte Klasse mit Holzsitzen. Ladegut transportierten die Ferrocarriles de Cataluña kaum, nur wenig mehr als einmal täglich kam ein Zug mit Frachtabteil zum Einsatz, meistens für Postsäcke und Milchkannen. Es gab auch Expresszüge, die nur in San Cugat, Rubí und Terrassa hielten, was vom Schaffner durch den Ruf „va directo“ bekannt gegeben wurde. Die Ferrocarriles de Cataluña transportierten früher sonntags erhebliche Menschenmassen aus den ärmsten Bevölkerungsschichten Barcelonas hinaus ins Grüne und zurück, und zwar nach Les Planes (damals Las Planas), wo sie große Paellapfannen und Feuerstellen mieten konnten.
Die Metro del Baix Llobregat entstand aus einem anderen Unternehmen namens Compañía General de Ferrocarriles Catalanes (CGFC), gegründet 1912 durch Zusammenschluss verschiedener Firmen. Diese Strecke war nicht elektrifiziert. Am Unterlauf des Llobregat entlang verläuft die nationale Fernstraße Nr. 2 (NII) zwischen Barcelona und Madrid parallel zu dieser Bahnlinie. Deshalb stand sie im Wettbewerb zu den beiden Busunternehmen Canals und Alsina Graells, die im Gegensatz zu ihr bis ins Zentrum Barcelonas fuhren. Im Unterschied zu den Ferrocarriles de Cataluña betrieben die Ferrocarriles Catalanes auch Güterzüge. Auch dieses Unternehmen brach 1977 zusammen.
Beide Unternehmen wurden nach ihrem Zusammenbruch von der staatlichen Ferrocarriles de Via Estrecha (FEVE) treuhänderisch weitergeführt, bis sie von der katalanischen Regierung als staatlich-katalanische Bahn übernommen wurden.

## Unfälle
- Am 9. April 1925 entgleiste ein Zug in einem Tunnel in Sarrià. 25 Menschen starben bei dem Unfall, mehr als 100 wurden darüber hinaus verletzt, 46 von ihnen schwer.[8] Der elektrisch betriebene Zug war mit Ausflüglern stark besetzt. Es war die Woche nach Ostern.
- Am 16. Mai 2022 entgleiste beim Haltepunkt Sant Boi ein mit Kali beladener Wagen eines Güterzugs und stürzte auf das Gleis der Gegenrichtung. Unmittelbar darauf fuhr dort ein Triebwagen in das entgleiste Fahrzeug hinein. Der Triebfahrzeugführer starb sofort. Von den etwa 150 Reisenden wurden 86 verletzt, zwei davon schwer.[9]